# Westwoud
Westwoud is een plaats in de gemeente Drechterland, in de Nederlandse provincie Noord-Holland. De plaats telt 1.830 inwoners (2023). Westwoud is een lintdorp, met vele boerderijen en slechts twee kleine nieuwbouwwijken.
Aan Westwoud zijn samen met enkele omliggende dorpen (bannen) - te weten Oosterblokker en Westerblokker - in 1414 stadsrechten verleend. Dit maakte deel uit van een 'golf' aan stadsrechtverleningen aan West-Friese plaatsen in het kader van een bestuurlijke hervorming. Deze 'stede Westwoud' heeft tot 1811 bestaan. Wel is in 1493 Binnenwijzend een afzonderlijke banne binnen de stede geworden - tot die tijd maakte het deel uit van de banne Westwoud.
Van 1812 tot 1817 viel Westwoud onder de gemeente Hoogkarspel, waarna het tot 1 januari 1979 een zelfstandige gemeente was. Op die dag werd het gebied van de gemeente zo verdeeld dat het dorp Westwoud zelf in de nieuwe gemeente Bangert/Drechterland kwam te liggen, terwijl de bebouwing aan de Zwaagdijk onder Wervershoof kwam, en de bebouwing in de Hout onder Venhuizen.
Westwoud heeft twee kerken, de katholieke Sint-Martinuskerk uit 1849-1851 en een hervormde kerk uit 1875. De oorspronkelijke katholieke kerk uit de Middeleeuwen stond zo'n 500 meter ten noorden van de huidige bewoningsas van Westwoud, op het kruispunt Oudijk, Noorder Boekertweg en het Laantje, en ging tijdens de Reformatie over naar de protestanten. Deze kerk werd echter dusdanig bouwvallig, dat de huidige, meer centraal gelegen Hervormde kerk gebouwd werd. Na de Reformatie kerkten de katholieken in een schuilkerk. In de loop van de tijd kregen de schuilkerken van Westwoud, Hoogkarspel en Binnenwijzend een gezamenlijke pastoor. Nadat de Hoogkarspelse schuilkerk in 1730 afbrandde en schuilkerk van Binnenwijzend in 1830 werd verkocht, werd Westwoud het centrum van de katholieke gemeenschap van de drie dorpen. De groei van die gemeenschap zorgde voor de bouw van de huidige katholieke kerk, in neoclassicistische stijl van de architect Molkenboer. Verdere groei zorgde in de jaren '20 van de twintigste eeuw voor een nieuwe parochie in Hoogkarspel. Tijdens de Tweede Wereldoorlog werden de oorspronkelijk klokken van de kerk gevorderd door de Duitsers. Enkele jaren na de oorlog werden er nieuwe klokken opgehangen, overigens ook door dezelfde firma vervaardigd als de oorspronkelijke. In 1984 vond er aan de kerk een grote restauratie plaats.
Westwoud heeft ook een golfbaan, deze is gevestigd aan/in het Zittend. De baan heet officieel Golfbaan Westwoud en is de thuisbaan voor de Westfriese Golfclub. De golfbaan werd aan het eind van twintigste eeuw aangelegd, gedeeltelijk op het terrein van een voormalige vuilstortplaats.

## Geboren in Westwoud
- Jan Zijp Kzn. (1846-1897), Nederlands politicus en burgemeester;
- Werenfried Petrus (Piet) Wagenaar (1929-2020), abt van de Norbertijner abdij van Grimbergen.
- Erik Schouten (1991), voetballer

## Overleden in Westwoud
- Willem Jan Frans Nuyens (1823-1894), Nederlands historicus en arts

## Galerij

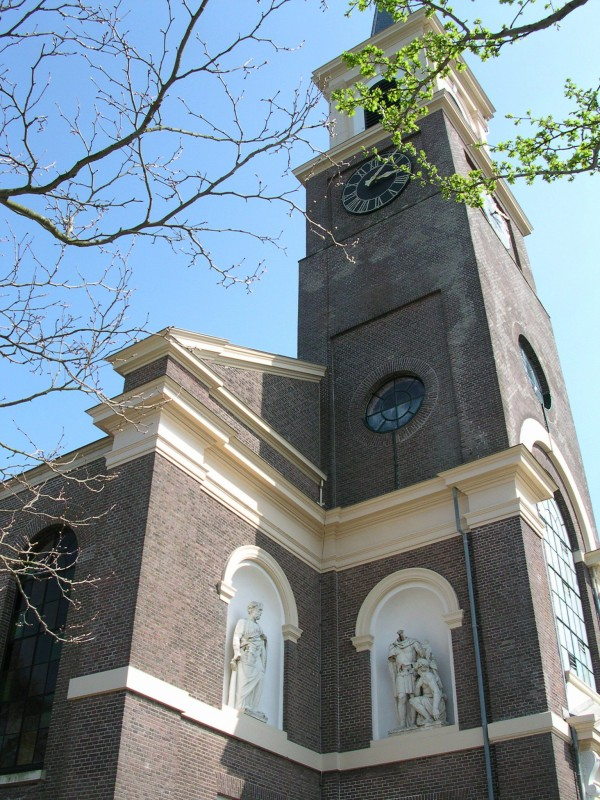
De Sint Martinuskerk, met standbeelden waarvan er één zijn hoofd mist
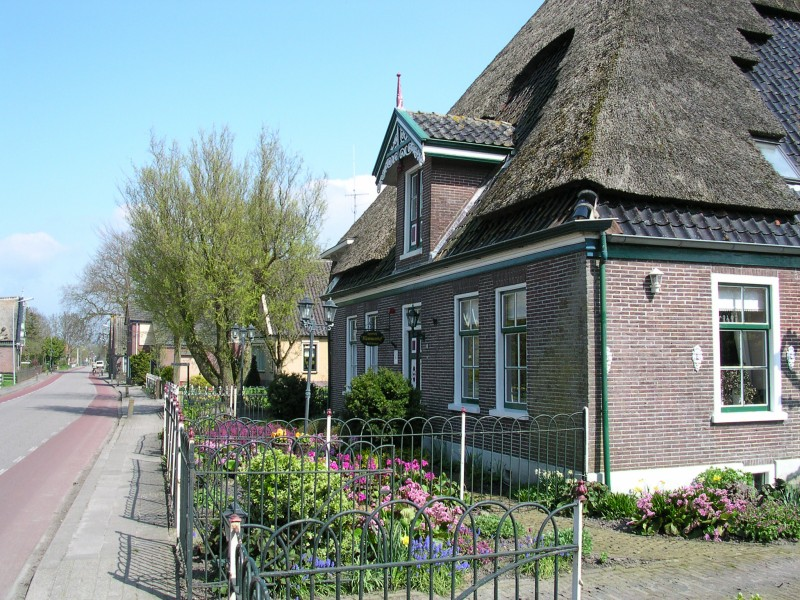
Inkijk op de hoofdweg van Westwoud, gezien naast een stolpboerderij